# Ligament muqueux
 (juin 2023).
Le ligament muqueux est un ligament intra-articulaire inconstant de l'articulation fémoro-tibiale,. 

## Description
Le ligament muqueux est une lame ou un cordon fibreux qui relie le corps adipeux infrapatellaire à la fosse intercondylaire du fémur en descendant sur la face antérieure du ligament croisé antérieur. 

### Variation
Le ligament muqueux est présent est présent dans 64% des cas.
Il peut avoir la forme d'un cordon (65% des cas) ou d'une lame verticale (35% des cas).